# Hälltjärnen (Voxna socken, Hälsingland, 681384-147517)
Hälltjärnen är en sjö i Ovanåkers kommun i Hälsingland och ingår i Ljusnans huvudavrinningsområde. Hälltjärnen ligger i Ålkarstjärnarna Natura 2000-område.